# Johann Bertolini

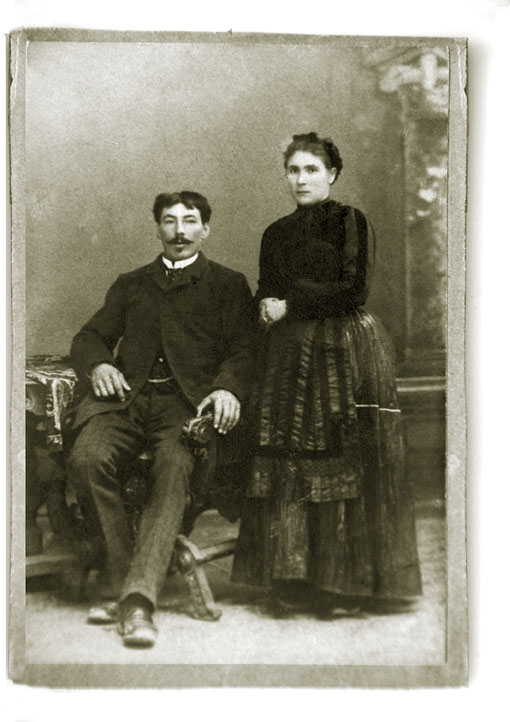
Hochzeit mit Anna Maria Nenning am 28. Mai 1888 in Egg

Johann Bertolini, geboren als Giovanni Ferdinando Bertolini (* 28. Dezember 1859 in Romallo, Welschtirol; † 31. Dezember 1931 in Egg, Vorarlberg), war ein österreichischer Bauunternehmer und Straßenbaupionier.

## Leben

### Kindheit und frühe Jugend
Seine Kindheit und Schulzeit verbrachte er in Romallo, in dem damals zu Österreich gehörenden Nonstal in Welschtirol. Er unterstützte seinen Vater, der sich in den Sommermonaten auf Baustellen, oft fern der Heimat verdingte. So wirkte er beim Bau der Pustertalbahn um 1871 als 12-jähriger Träger mit. Danach begleitete er seinen Vater 8 Jahre lang meist auf Straßenbauprojekten in der Schweiz. Im Kanton St. Gallen erlernte er das Maurerhandwerk. Sein Lehrherr war von seinen Leistungen und Fähigkeiten so überzeugt, dass er ihn auf seine Kosten die Bauhandwerkerschule besuchen lassen wollte, was sein Vater allerdings verhinderte, weil er seine eigene Unterstützung gefährdet sah. Beim Bau des Arlbergbahntunnels von 1880 bis 1884 brachte er es zum Partieführer und erhielt für seine Leistungen die Durchbruchsmedaille.

### Vom Arlbergbahnbau in den Bregenzerwald
Ab 1885 errichtete er als „Akkordant“ erste Bauwerke im Bregenzerwald wie die Bogenbrücke Schwarzenberg–Andelsbuch und die Bierkellerei Metzler in Schwarzenberg. Mit der Vertragsunterzeichnung von Johann Berlinger am 11. April 1888 kam es zur Straßenausführung Amagmach/Egg. Am 28. Mai 1888 heiratete er Anna Maria Nenning. Nach dem Bau einer Reitbahn mit Stallungen in Karlsruhe (1888) kam er nach Egg zurück und besorgte die Aufstellung und Vernietung der Fluhbrücke.
1890 erfolgte der erste Spatenstich für den Neubau des Schulhauses in Bezau sowie der Fundamente des Kirchturms und der Kirchenmauern in Egg. Die Bierkellerei Geser, Andelsbuch, die heute als Ausstellungsfläche von Handwerk+Form dient, wurde 1891 gebaut. Der Bau der Ziegelei (mit Wohnhaus, 1892) in Bezau sicherte die Ziegellieferung in der Region. Die Brauerei Egg entstand 1893 und im darauf folgenden Jahr der Löwensaal (eben dort).
In diesen Jahren kamen die Kinder Maria (1889), Aurelia (1890), Konstantina (1891), Isidor (1892), Gisela (1894) und Emma (1896) zur Welt.

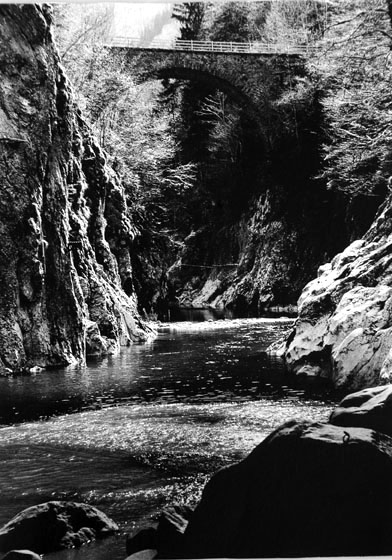
Bogenbrücke Schwarzenberg–Andelsbuch über die Bregenzerach, 1885
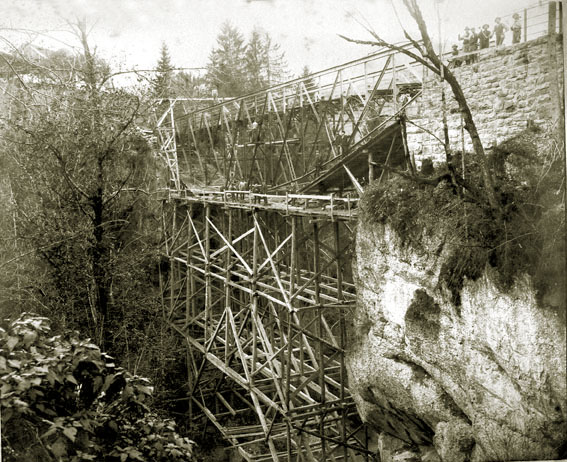
Bau der Fluhbrücke Egg mit Holzlehrgerüst aus 200 Tannen, 1889
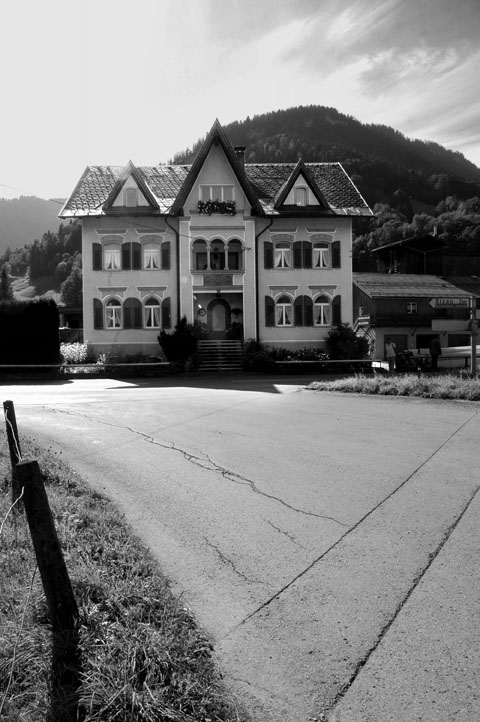
Wohnhaus in Bezau und Ziegelei, 1892, nach den Plänen von Kaspar Ritter

### Baumeister der Flexenstraße

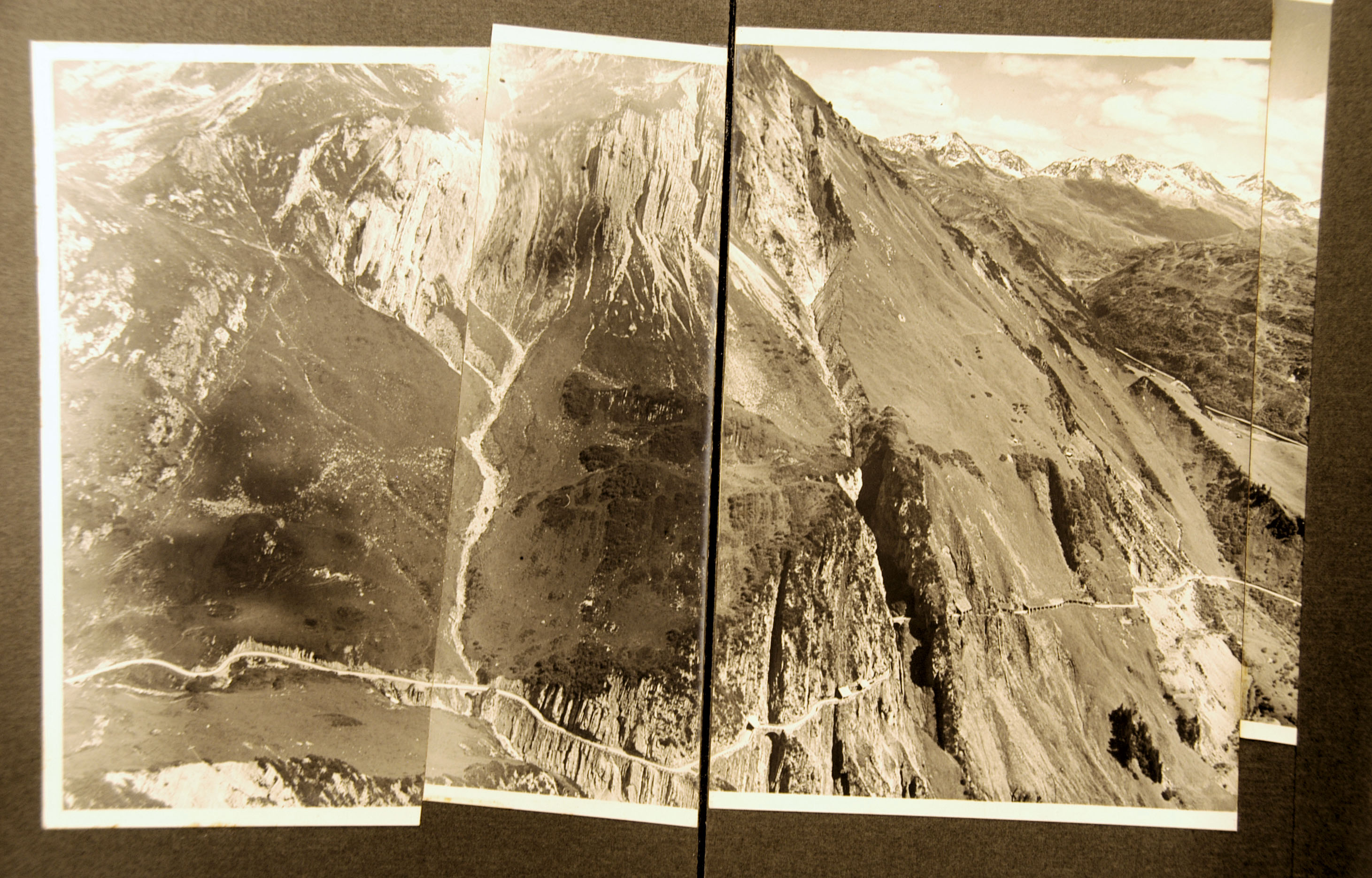
Flexenpass-Panorama – aus dem originalen Bauakt

Der 3. August 1895 war der Baubeginn für die Flexenstraße von Stuben über den Flexenpass nach Lech bis Warth. Am 11. Oktober 1897 weihte man das erste Teilstück bis zur Passhöhe ein. Die Straßenbreite betrug zunächst drei Meter.

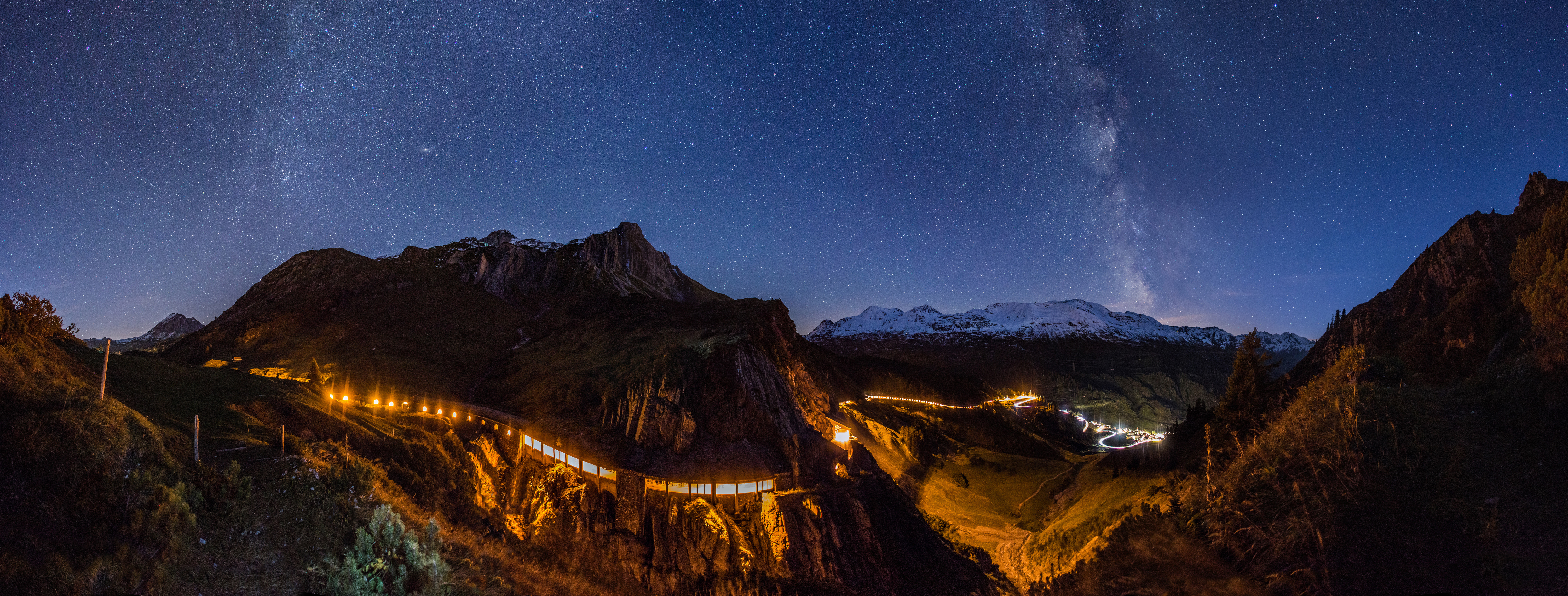
Flexenpass Straße Panorama, 2017

### Bregenzerwaldbahn und Straßenbauprojekte
Hunderte von Trentiner Arbeitern arbeiteten 1901 die Trasse der Bregenzerwaldbahn aus dem Fels der Bregenzerachschlucht heraus. Bertolini übernahm den Bau von Teilstücken wie die Strecke Andelsbuch–Bersbuch sowie einige Brückenbauten. Mit dem Straßenbau, wie der Straße Bezau–Bizau, der Damülser Straße – diese bestand u. a. aus Rigolen und mehreren Brückenbauten –, der Bayenbrücke Bezau, der Straße Bahnhof Lingenau-Moos und der Klausenstraße Mellau, konnten weitere Dörfer des Bregenzerwaldes an das moderne Verkehrsnetz angebunden werden. Der Drahtsteg Langen–Buch über die Bregenzer Ach verband die Bewohner von Buch mit der Haltestelle der Bregenzerwaldbahn. Zur Ausführung des Walserschanzstraßenprojekts mit zwei Bogenbrücken, deren Brückenkränze aus Beton (nach dem Prinzip von Joseph Monier) die Druckbelastung übernehmen, kam es 1908. Das Viadukt über den Krumbach bei Warth (sieben Brückenkränze mit Schlusssteinsetzung) bildete 1909 die Endverbindung der Flexenstraße. Mit dem Bau der Konkurrenzstraße Mellau–Hirschau 1911 wurde das seinerzeit größte Verkehrshindernis der ganzen Linie beseitigt.

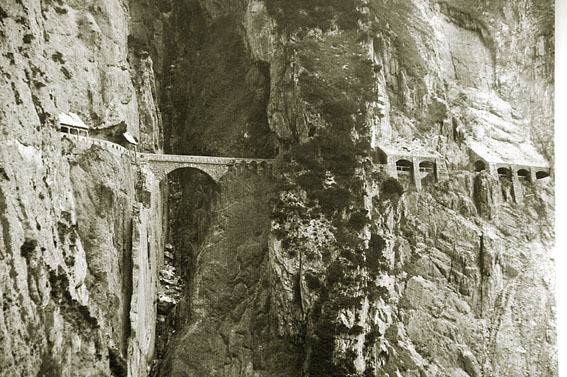
Flexenpassstraße mit Hölltobel, ca. 1905
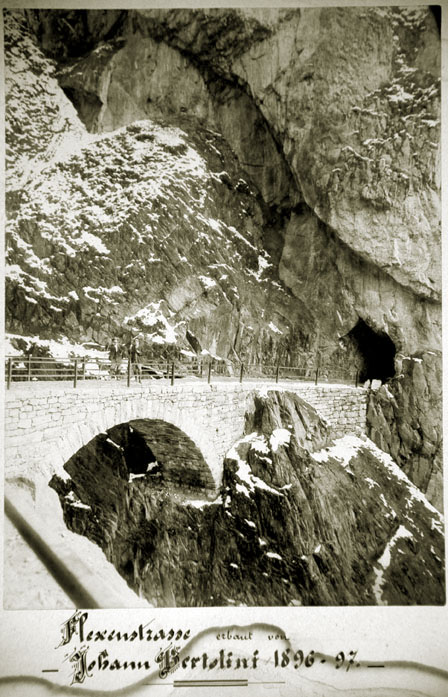
Flexenpassstraße mit Brücke über das Hölltobel, 1897
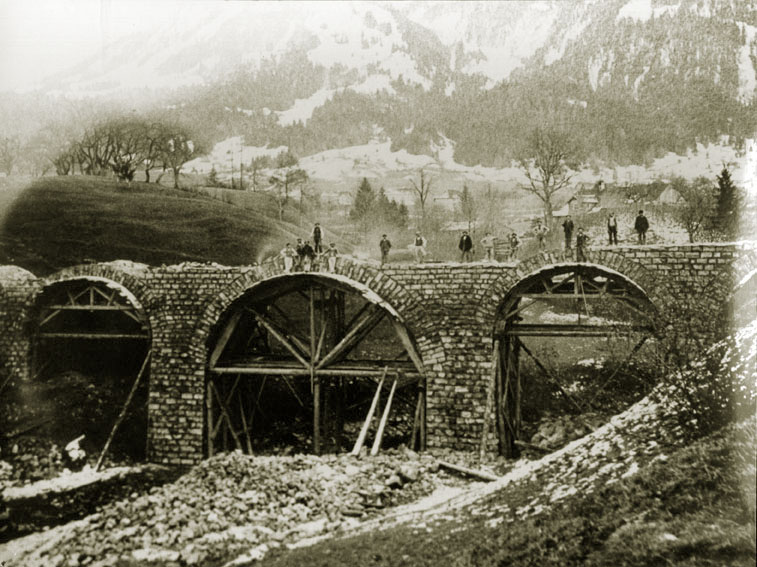
Bregenzerwaldbahn, 1901, Pfisterbachviadukt Andelsbuch – km 25,01
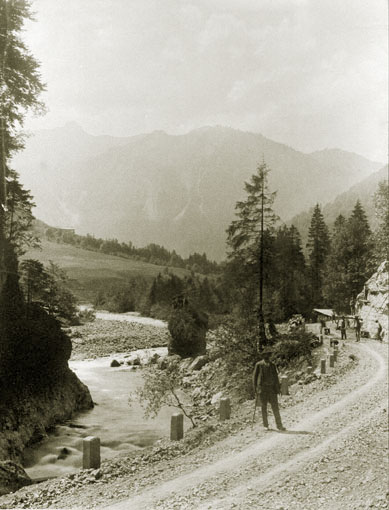
Klausenstraße Mellau, 1904; das Naturdenkmal „Stein mit Tanne im Wasser“ wurde beim Hochwasser 2005 weggeschwemmt.

### Bürgerliche Häuser in Stein
Bald führte Bertolini nicht nur Verkehrsbauten innerhalb und außerhalb des Bregenzerwaldes, sondern öffentliche Gebäude und zunehmend bürgerliche Wohnhäuser aus. Seine Auftraggeber wollten keine Holzbauten mehr, sondern, wie etwa Kaspar Ritter in Egg, bürgerliche Häuser aus Stein – mit entsprechend gestalteten Fassaden und Dächern. Als Beispiele für eine solche Architektur der Moderne im Bregenzerwald zeugen bis heute u. a. das Fabriksgebäude Hammerer & Kessler und das Sparkassengebäude (beide in Egg), Bad Hopfreben in Schoppernau, der Gasthof Taube in Alberschwende, das Kapuzinerkloster Bezau und der Schießstand Egg von dem damaligen Bauboom. Die Bahnhofsrestauration Egg (1909) in klassischer Verblendarbeit erbaut, mit sichtbarem Fachwerk im turmartigen Erker des Mittelrisalits, das Hotel Dorner in Hittisau – ein palaisartiges Gebäude, dessen Eingangsportal mit einem Mittelrisalit und Rundbogenfenstern betont war – und die Schule in Jodok Finks Heimatort Andelsbuch, ein Bau im Stil des bürgerlichen Historismus, fielen in den 1970er/1980er Jahren der Spitzhacke zum Opfer.

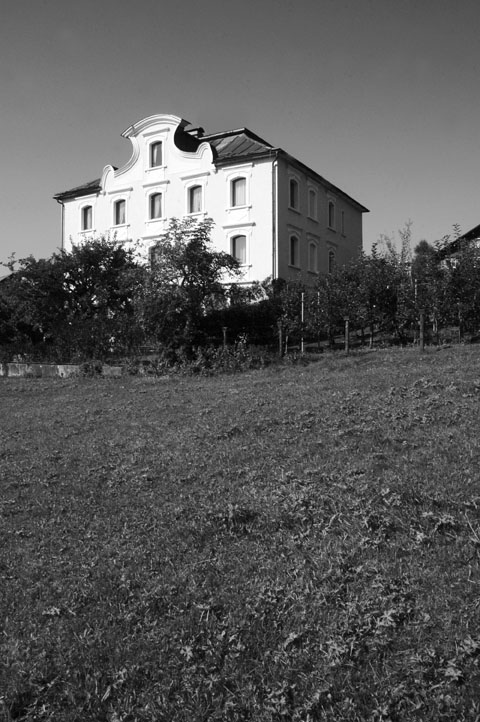
Wohnhaus Ritter, Egg, 1899
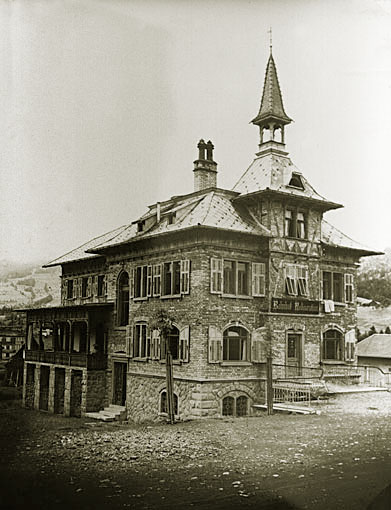
Bahnhofsrestauration Egg, 1909
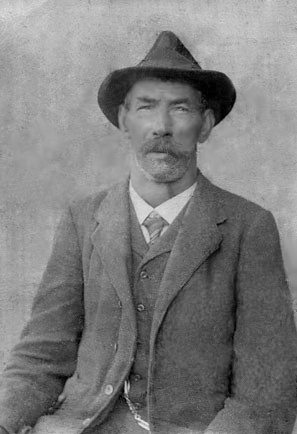
Bauunternehmer Johann Bertolini, 1922

### Elektrizitätswerke im Bregenzerwald
Angesichts der zunehmenden Industrialisierung betrieben modern denkende Bauherren, wie Michael Moosbrugger von der Bruggmühle in Egg und Franz Josef Natter mit Josef Feuerstein in Bezau, erste Elektrizitätswerke im Bregenzerwald. Neben deren Häusern erstellte Bertolini zudem den Stollen für das Elektrizitätswerk in Egg (1907) und einen 300 Meter langen Kanal für das E-Werk Natter in Bezau (erstes E-Werk im Bregenzerwald).

### Spätere Bauten
Trotz des Ersten Weltkriegs konnten Bauten wie der Wuhrbau Au-Lugen, 1915, und das Sägewerk Natter sowie der Wuhrbau Bezau, beide 1916 verwirklicht werden. 1920/1921 verlängerte Bertolini die Kirche Schwarzenberg, deren Innenraum mit den Apostelköpfen der Malerin Angelika Kauffmann ausgestattet ist. Im Jahr 1922 wurde die Straße Rindberg Sibratsgfäll, 1923 der Dorfplatz Sulzberg mit zentriertem Brunnen gebaut. Das Wohn- und Verwaltungsgebäude sowie das Fabriksgebäude Lang in Egg bildeten in den Jahren 1922–1924 den Abschluss von Johann Bertolinis Bauunternehmungen. Am 22. August 1925 starb Maria, sechs Jahre danach, am 31. Dezember 1931, Johann Bertolini in Egg.

## Erinnerung

### Nachlass
- Tagschichten-Verzeichnis der Kunden der Firma Johann Bertolini (im Original mit einer Detaillierung der jeweils durchgeführten Arbeiten)
- Skizzen- und Nachschlagebuch – Bürgerliche Bauten im Rohbaustil
- Anmeldebücher der Arbeiter

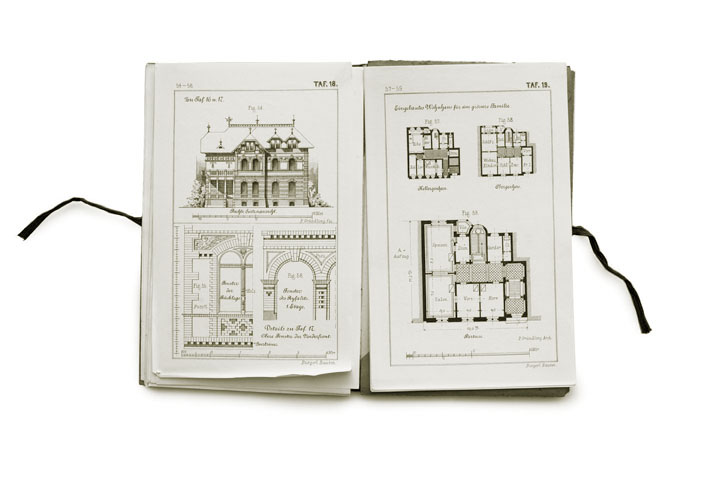
Skizzen- und Nachschlagebuch
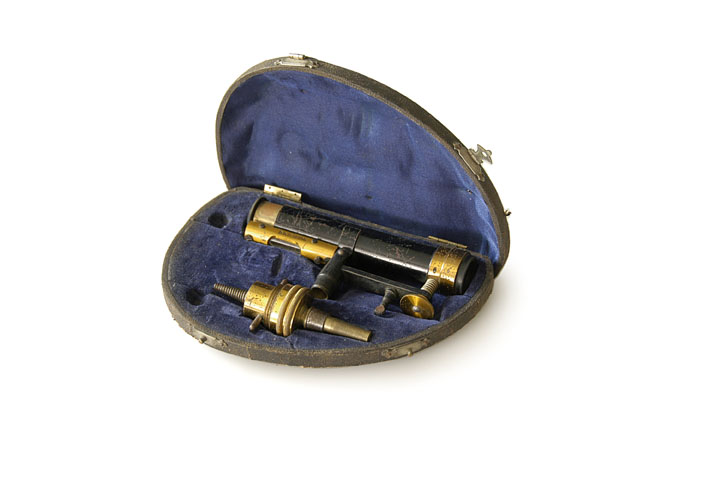
Optisches Nivellier, ca. 1890
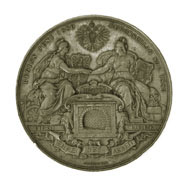
Durchbruchsmedaille, anlässlich der Erbauung des Arlbergtunnels, 1884
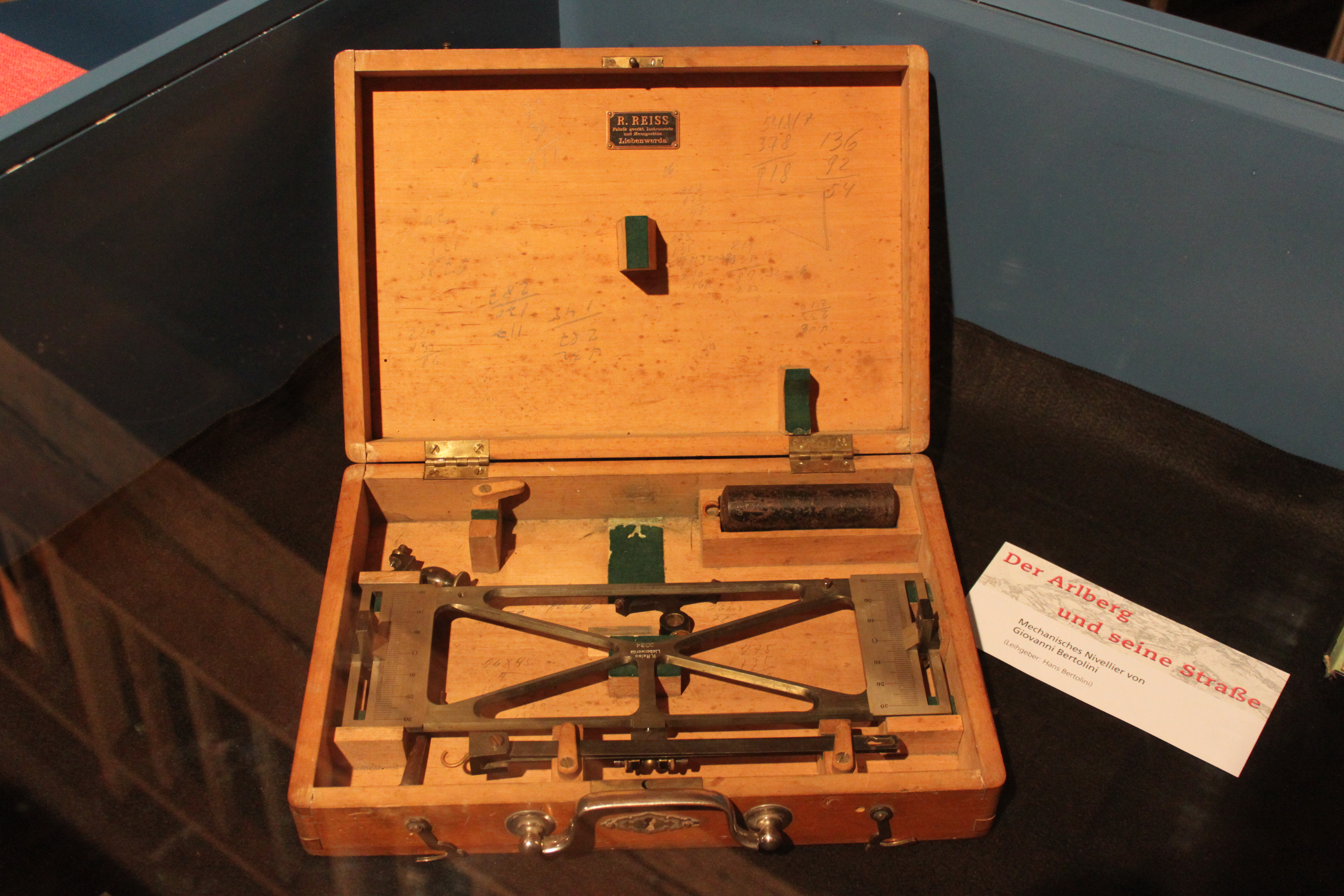
Nivellierinstrument Bertolinis aus dem Klosterwaldmuseum in Wald am Arlberg

### Auszeichnungen
- Durchbruchsmedaille zur Erbauung des Arlbergtunnels, 1884.
- Ehrenmedaille der Kammer für Handel, Gewerbe und Industrie für Vorarlberg, 1931.

### Würdigung

Ausstellung Stein auf Stein im EGG Museum

2009 wurde in einer Ausstellung im Egg Museum mit dem Titel Stein auf Stein, Johann Bertolini, 1859 – 1931 das Leben des Giovanni/Johann Bertolini (1859–1931) erzählt: die Geschichte eines ungewöhnlichen Arbeitszuwanderers, der es vom wandernden Bauarbeiter zum viel beschäftigten Bauunternehmer gebracht und in seiner Wahlheimat Egg im Bregenzerwald bleibende Spuren hinterlassen hat. Dabei wurden sowohl seine eigenen Bauwerke als auch jene der Trentiner Bauleute im übrigen Vorarlberg gezeigt. Außerdem wurde damit ein bislang wenig bekannter Teil der Vorarlberger Migrationsgeschichte des 19. Jahrhunderts beleuchtet. Dazu gab es einen Bericht in V-Heute vom 25. Juli 2009 und in den Vorarlberger Nachrichten vom 31. Juli 2009.